# Câmpia Mării Negre

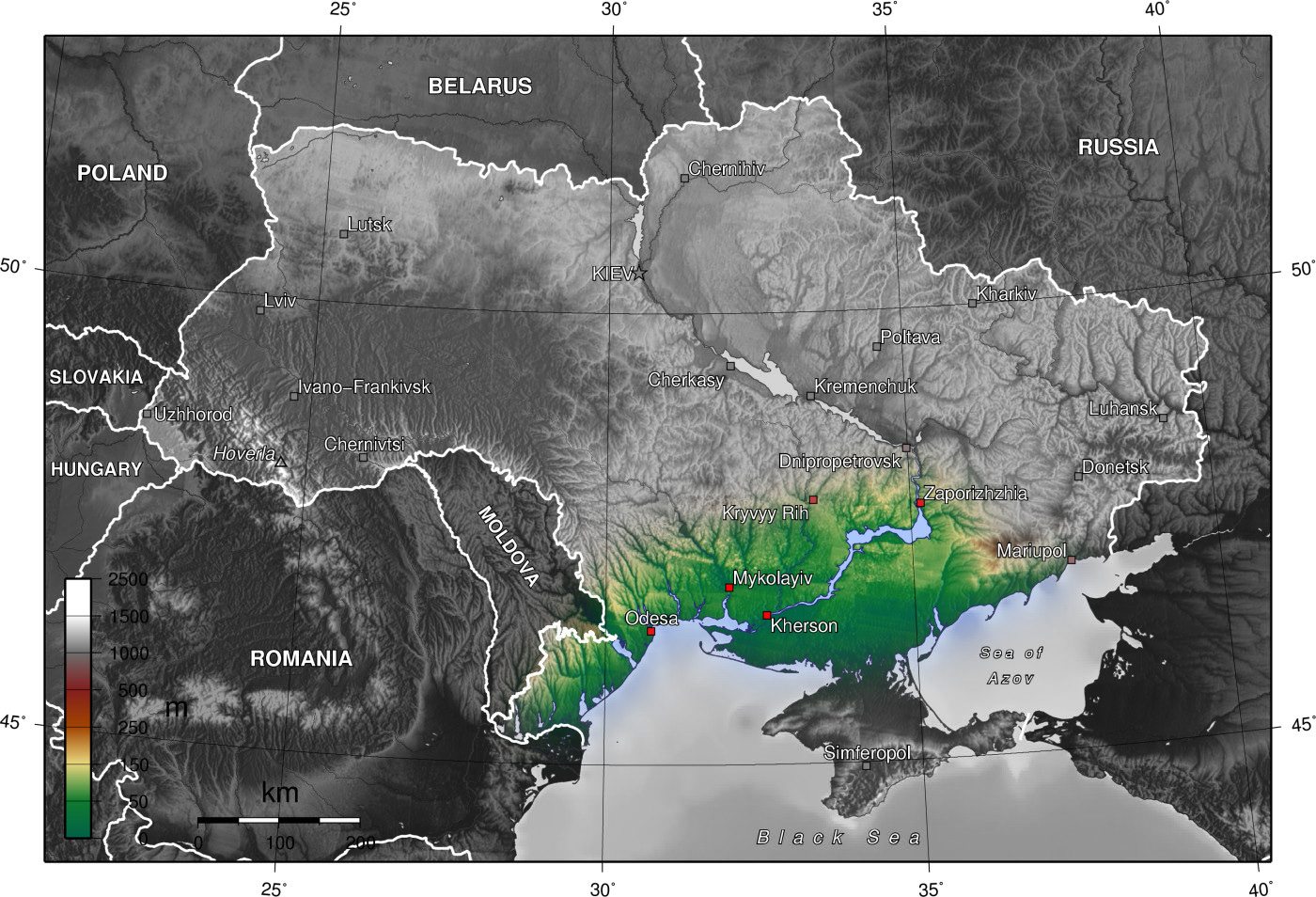
Coasta de șes a Mării Negre este evidențiată cu verde

Câmpia Mării Negre sau Câmpia Pontică este un teren jos situat în sudul Ucrainei, pe teritoriile regiunilor Odesa, Mîkolaiiv, Herson, Zaporijjea, Donețk și a Republicii Autonome Crimeea. Este o parte din Câmpia Europei de Est. 
Este o câmpie ușor înclinată înspre sud, aflată pe malurile Mării Negre și a Mării Azov. Ea este situată între Delta Dunării (în partea de vest) și râul Kalmius (la est). Altitudinea sa variază între -5 m (lângă Limanul Cuialnic) și  1502 m, având o medie de 90–150 m. 
Câmpia Mării Negre este formată din straturi aproape orizontale de roci sedimentare de proveniență marină datând din paleogen și neogen (lut, nisip, argilă, loess, și roci calcaroase). În luncile râurilor și uneori pe plaje sunt întâlnite roci sedimentare datând din terțiar. 
Câmpia este joasă, străbătută de o serie de terase largi în luncile râurilor Nipru, Bugul de Sud, Nistru și altele. Terenurile sunt inundabile, în depresiuni formându-se bazine de captare a apei. Fâșia de coastă este abruptă în cea mai mare parte, de multe ori având alunecări de teren. Aproape de mare există mai multe limane adânci (Nipru, Nistru etc), închise cu bare de nisip. 
În Câmpia Mării Negre predomină peisajele de stepă cu soluri de cernoziom negru. Cele mai multe terenuri sunt cultivate și utilizate ca terenuri agricole.